# 余关镇
余关乡，是中华人民共和国河南省南阳市内乡县下辖的一个乡镇级行政单位。

## 行政区划
余关乡下辖以下地区：
余关村、王沟村、大桦岭村、黄楝村、子育村、李沟村、谢寨村、独树村、岳沟村、梁坪村、报事滩村、麦西村、石庙村、麦山村、东王庄村、东孙沟村、大孙沟村和朱沟村。